# 9.0: Live
9.0: Live è il primo album dal vivo del gruppo musicale statunitense Slipknot, pubblicato il 1º novembre 2005 dalla Roadrunner Records.

## Descrizione
Registrato durante un tour mondiale che promuoveva il loro terzo album in studio Vol. 3: (The Subliminal Verses), 9.0: Live include tracce dei primi tre album in studio degli Slipknot: Slipknot, Iowa e Vol. 3: (The Subliminal Verses). Molte di esse sono proposte raramente nei concerti e la prima esecuzione dal vivo della canzone Skin Ticket è proprio quella contenuta nell'album. I brani contenuti nel disco sono stati eseguiti in alcuni concerti tenuti negli Stati Uniti, in Giappone e a Singapore.
9.0: Live è stato inoltre premiato negli Stati Uniti con un disco d'oro ed in generale ha suscitato buone impressioni da parte della critica.

## Tracce
CD 1
1. The Blister Exists – 6:24
2. (sic) – 3:53
3. Disasterpiece – 6:47
4. Before I Forget – 4:25
5. Left Behind – 3:44
6. Liberate – 3:49
7. Vermilion – 5:56
8. Pulse of the Maggots – 5:06
9. Purity – 5:12
10. Eyeless – 4:19
11. Drum Solo – 3:58
12. Eeyore – 2:16

CD 2
1. Three Nil – 5:04
2. The Nameless – 5:29
3. Skin Ticket – 6:04
4. Everything Ends – 5:04
5. The Heretic Anthem – 4:09
6. Iowa – 6:37
7. Duality – 6:07
8. Spit It Out – 5:29
9. People = Shit – 5:54
10. Get This – 2:44
11. Wait and Bleed – 3:44
12. Surfacing – 5:50

## Formazione
- (#0) Sid – giradischi, tastiera
- (#1) Joey – batteria
- (#2) Paul – basso, cori
- (#3) Chris – percussioni, cori
- (#4) James – chitarra
- (#5) 133 – campionatore
- (#6) Clown – percussioni, cori
- (#7) Mick – chitarra
- (#8) Corey – voce

## Classifiche
| Classifica (2005)          | Posizione massima |
| -------------------------- | ----------------- |
| Australia                  | 26                |
| Austria                    | 18                |
| Belgio (Fiandre)           | 53                |
| Belgio (Vallonia)          | 61                |
| Francia                    | 41                |
| Germania                   | 24                |
| Italia                     | 68                |
| Paesi Bassi                | 71                |
| Regno Unito                | 53                |
| Regno Unito (rock & metal) | 3                 |
| Scozia                     | 41                |
| Stati Uniti                | 17                |
| Svezia                     | 40                |
| Svizzera                   | 43                |